# 1. Kamtjatka-ekspedition
Den første Kamtjatka-ekspedition var en opdagelsesrejse under ledelse af Vitus Bering. Dens mål var at udforske og kortlægge Ruslands østlige egne og finde ud af, om der var en landfast forbindelse mellem Sibirien og Nordamerika. Den startede i 1725.

## Ekspeditionens opgave
Tsar Peter den Stores beskrivelse af opgaven lød som følger:
1. Byg i Kamchatka, eller et andet sted i disse egne, en eller to dæksbåde.
2. Sejl med disse både langs kysten, der løber mod nord, og (da man ikke kender dens ende) sandsynligvis er en del af Amerika.
3. Fastslå, hvor den løber sammen med Amerika, og gå til en eller anden europæisk nybygd; hvis man møder et europæisk skib, skal man spørge om kystens navn og opskrive dette, gå i land for at indhente yderligere oplysninger og efter at have tegnet et kort vende tilbage." [3]

## Ekspeditionens forløb
Den 5. februar 1725, 8 dage efter, at zar Peter døde, modtog Bering zarens instruks fra zarinaen, og den 15. marts 1725 brød ekspeditionen op fra Tomolsk for at rejse mod Samarovsk ved Irtysj-floden. Rejsen fortsatte ad Ob til Narim og langt op ad Ket-floden, så over land til Jenisej, derfra ad Tungus til Illimas munding. Her fra fortsatte 39 mand under ledelse af Bering's næstkommanderende, løjtnant Martin Spangberg, til Ust-Kut. I Ust-Kut byggede man 5 pramme til det følgende års rejse. Bering overvintrede i Ilimsk og besøgte Irkutsk, hvor han skaffede sig oplysninger om Østasien. I foråret 1726 samledes ekspeditionens medlemmer i Ust-Kut og sejlede i pramme ad floden Lena til Jakutsk, hvor ekspeditionen blev delt: Bering drog med et mindre antal ekspeditionsmedlemmer på hest til Okhotsk, idet han måtte overvintre undervejs og først nåede Okhotsk året efter.

### Skibe bygges
I Okhotsk byggedes galeasen "Fortuna", med hvilken ekspeditionen i løbet af sommeren sejlede til Bolsheretsk på Kamtjatkas sydvestlige kyst, hvorfra den fortsatte over land til fortet ved Kamtjatka-flodens munding på østkysten. Man var nu nået til marts 1728, og selv om der var gået mere end tre år, og man var mere end 7.200 km, i lige linje, fjernet fra udgangspunktet, skulle den egentlige færd først nu til at begynde!

### Omsejlingen af nordøstasiens hjørne
I Okhotsk byggede han ekspeditionsskibet "Gabriel", der forsynedes med et års proviant, og endnu samme sommer tiltrådte han sin egentlige opdagelsesrejse til polarhavet. Den 15. juli sejlede "Gabriel" ud fra Kamtjatka-flodens munding og mod nord. Under sejladsen observerede man den 11. august en ø mod sydvest, der blev kaldt San Lawrence. Det bemærkedes, at der var 5 hytter på øen, men denne var tilsyneladende ubeboet. Den 15. august 1728 bemærkede man, at den asiatiske kyst ikke fortsatte nordpå men drejede mod vest. "Gabriel" befandt sig da på 67° 18′ n. br. og sejlede nu atter syd på. Rejsen må betegnes som et meget stort resultat, efter som den asiatiske kyst tidligere ikke var besejlet længere nord på end til de japanske øer, og den amerikanske vestkyst kun til det kaliforniske Cap Blanco paa 43° n. br. Han kortlagde den asiatiske kyst fra Kamtjatka til Desjnjov-næsset (Østkap) og påviste, at der fandtes en nordøstpassage, "hvis man ikke blev forhindret af isen i norden".
I juni 1729 gjorde Bering et nyt forsøg på at nå den nordamerikanske kyst og nåede omkring 200 km øst på fra Okhotsk men vendte så om at nå sit mål.
Det lykkedes således ikke Vitus Bering at opdage Amerikas vestkyst på grund af tåge, og det uagtet, at han to gange sejlede igennem det stræde, der nu bærer hans navn, erfarede han intet om dets tilstedeværelse.

### Tilbagevenden
Han kom tilbage til Sankt Petersborg i 1730, men da han mødte tvivl og modsigelse hos de lærde, foreslog han en almindelig undersøgelse og kortlægning af hele nordasiens og vestamerikas kyst fra Dvina gennem Beringstrædet til Japan og Californien. Dette skulle blive grundlaget for den 2. Kamtjatka-ekspedition.